# Jay IDK
Jason Mills (Londres - 24 de maio de 1992), conhecido profissionalmente como IDK, anteriormente Jay IDK, é um americano rapper e produtor de discos de Condado de Prince George.

## Carreira
Em agosto de 2015, Mills lançou sua mixtape intitulada SubTrap . O nome significa Suburban Trap ou "Trap music with substance". O álbum apresenta os singles "The Plug", "God Said Trap (Rei Trappy III)" e "Cookie Addiction", com BJ the Chicago Kid. Possui produção de Skhye Hutch, foi mixada por Lo Mein, Tim Webberson, Matt Weiss e Delbert Bowers. O gerenciamento de projetos da Subtrap foi supervisionado por Blade Thornton, David Kuti, Clayton Barmore, Quinelle Holder e Ryan Booth. O estilo de rap de Mills foi comparado ao trabalho inicial de Kendrick Lamar, especialmente o álbum 2011 de Lamar, Section.80. Em 13 de outubro de 2017, Mills lançou seu primeiro álbum de estúdio, IWasVeryBad, que foi lançado pela Adult Swim.

## Discografia

### Álbuns
| Title         | Album details | Peak chart positions |
| Title         | Album details | US                   |
| ------------- | --- | -------------------- |
| Is He Real    | - Lançamento: September 4, 2019 - Label: Warner, Clue - Formato: Digital download, streaming, vinyl, CD - Producers: IDK and Jerm                                                                            | —                    |
| USee4Yourself | - Lançamento: 9 de julho de 2021 - Label: Warner, Clue - Formato: Digital download, streaming, vinyl, CD - Produtores: IDK, Blue Rondo, ATL Jacob, DJ Dahi, T-Minus, Buddah Bless, The Neptunes, CashMoneyAP | 164                  |
| Simple.       | - Lançamento: 6 de maio de 2022 - Label: Warner, Clue - Formato: Digital download, streaming, vinyl, CD - Produtores: IDK, Kaytranada                                                                        | —                    |
| F65           | - Lançamento: 5 de maio de 2023 - Label: Warner, Clue - Formato: Digital download, streaming - Produtores: IDK,                                                                                              | —                    |

### Mixtapes
| Title                                          | Album details                                                                                                 |
| ---------------------------------------------- | --- |
| Sex, Drugs & Homework (as Jay IDK)             | - Lançamento: May 25, 2014 - Label: Self-released (HXLY TRiBE) - Formato: Digital download, streaming         |
| SubTrap (as Jay IDK)                           | - Lançamento: August 25, 2015 - Label: Self-released (HXLY TRiBE) - Formato: Digital download, streaming      |
| Empty Bank (as Jay IDK)                        | - Lançamento: September 9, 2016 - Label: Self-released (HXLY TRiBE) - Formato: Digital download, streaming    |
| IWasVeryBad                                    | - Lançamento: October 13, 2017 - Label: Self-released (HXLY TRiBE) - Formato: CD, digital download, streaming |
| IDK & Friends :)                               | - Lançamento: November 9, 2018 - Label: Self-released (HXLY TRiBE) - Formato: Digital download, streaming     |
| IDK & Friends 2 (Basketball County soundtrack) | - Lançamento: June 26, 2020 - Label: Warner, Clue - Formato: Digital download, streaming                      |

### Singles
| Title                                           | Single details |
| ----------------------------------------------- | --- |
| "Blame My Friends (The Gang)"                   | - Lançamento: February 7, 2017 - Label: Clue - Formato: Digital download, streaming |
| "OMW"                                           | - Lançamento: April 27, 2017 - Label: Self-released (HXLY TRiBE) - Formato: Digital download, streaming |
| "No Wave" (featuring Denzel Curry)              | - Lançamento: February 16, 2018 - Label: Self-released (HXLY TRiBE) - Formato: Digital download, streaming |
| "Lil Arrogant" (featuring Joey Badass and Russ) | - Lançamento: March 30, 2018 - Label: Self-released (HXLY TRiBE) - Formato: Digital download, streaming |
| "Star"                                          | - Lançamento: May 25, 2018 - Label: Self-released (HXLY TRiBE) - Formato: Digital download, streaming |
| "Trippie Redd's Freestyle"                      | - Lançamento: June 28, 2018 - Label: Self-released (HXLY TRiBE) - Formato: Digital download, streaming |
| "Electric" (featuring Q Da Fool)                | - Lançamento: September 27, 2018 - Label: Clue - Formato: Digital download, streaming |
| "Trigger Happy"                                 | - Lançamento: March 6, 2019 - Label: Clue - Formato: Digital download, streaming |
| "In My White Tee"                               | - Lançamento: April 10, 2020 - Label: Warner, Clue - Formato: Digital download, streaming |
| "Coal"                                          | - Lançamento: November 26, 2021 - Label: Warner, Clue - Formato: Digital download, streaming Released as an Apple Music exclusive for Carols Covered 2021. Mills later rereleased the song on other platforms on December 1, 2022. |
| "W13"                                           | - Lançamento: August 26, 2022 - Label: Warner, Clue - Formato: Digital download, streaming |
| "Monsieur Dior"                                 | - Lançamento: October 28, 2022 - Label: Warner, Clue - Formato: Digital download, streaming |
| "Denim"(featuring Joey Badass)                  | - Lançamento: March 28, 2024 - Label: Warner, Clue - Formato: Digital download, streaming |
| "Tiffany"(featuring Gunna)                      | - Lançamento: June 21, 2024 - Label: Warner, Clue - Formato: Digital download, streaming |

### Aparições Especiais
| Title                       | Year | Artist(s)                         | Album                                           |
| --------------------------- | ---- | --------------------------------- | ----------------------------------------------- |
| "Kristi YamaGucci"          | 2018 | ASAP Ferg, Denzel Curry, NickNack | —                                               |
| "Uh Huh"                    | 2018 | Denzel Curry                      | —                                               |
| "I Don't Sell Dope"         | 2018 | Lil Gnar                          | GNAR Lif3                                       |
| "No Time"                   | 2018 | Party Thieves                     | —                                               |
| "Beautiful Smile"           | 2018 | Saba                              | —                                               |
| "And You"                   | 2018 | Token, Bas                        | Between Somewhere                               |
| "Beautiful Oblivion"        | 2018 | The Neighbourhood                 | Hard to Imagine the Neighbourhood Ever Changing |
| "MINIMIZYA"                 | 2019 | City Morgue                       | CITY MORGUE VOL 2: AS GOOD AS DEAD              |
| "Al Pacino"                 | 2020 | Izi                               | RIOT                                            |
| "Burnin Bridges / Long Day" | 2021 | Quadeca                           | From Me to You                                  |
| "FREE SMOKE"                | 2021 | Jerm                              | Ultraviolet                                     |
| "Uber Music"                | 2021 | Diz Live, Bino Rideaux            | Uber Music                                      |
| "Trials"                    | 2022 | NGHTMRE                           | DRMVRSE                                         |
| "Psychedelic Views"         | 2022 | Sad Night Dynamite                | Volume II                                       |